# SoIK Hellas
El SoIK Hellas es un equipo deportivo sueco con sede en la ciudad de Estocolmo fundado en 1899.
Los deportes que se practican en el club son balonmano, Bowling, natación, atletismo, orientación, tenis y  waterpolo.

## Palmarés
- 4 veces campeón de la Liga de Suecia de waterpolo masculino (2004, 2006, 2007, 2009)